# Giusto Faravelli
Die Giusto Faravelli S.p.A. ist das Holding-Unternehmen der Faravelli Gruppe, welche im internationalen Chemie- und Rohstoffhandel tätig ist. Firmensitz des im Familienbesitz befindlichen Unternehmens ist Mailand.

## Geschichte
1926 wurde die Giusto Faravelli S.p.A. in Mailand gegründet. 1943 während des Zweiten Weltkriegs wurde der Firmensitz von einer Bombe getroffen und beinahe zerstört.
Im Nachkriegsboom nach Ende des Zweiten Weltkrieges wuchs das Unternehmen und erschloss neue Geschäftsfelder.
1978 wurde die Faravelli GmbH als erste selbstständige Tochtergesellschaft im Ausland gegründet.
Deren Erfolg sorgte nach fast 30 Jahren für weitere Gründungen von Tochtergesellschaften im Ausland.

## Tochtergesellschaften
- Faravelli GmbH (gegründet 1978), Hamburg, Deutschland
- Faravelli s.r.o. (gegründet 2005), Prag, Tschechien
- Faravelli Co., Ltd (gegründet 2008). Shanghai, Volksrepublik China
- Giusto Faravelli S.p.A. ,repräsentatives Büro (gegründet 2012), Barcelona, Spanien
- Faravelli Inc. (gegründet 2014), Los Angeles, Vereinigte Staaten

## Geschäftsfelder
Die Giusto Faravelli S.p.A. ist ein internationaler Händler & Distributor für Chemikalien und Rohstoffe, welche im Industriellem Sektor eingesetzt werden. Das Unternehmen sowie dessen Tochtergesellschaften sind insbesondere auf den Handel mit Lebensmittelzusatzstoffen, Futtermittelzusatzstoffen, Nahrungsergänzungsmitteln
, Kosmetischen Rohstoffen, Pharmazeutischen Rohstoffen sowie Feinchemikalien & Spezialchemikalien, welche in der verarbeitenden Industrie eingesetzt werden, spezialisiert.
Ein eigenes Labor für Forschung & Entwicklung stellt Spezial Mischungen für diverse Applikationen her.

## Belege
1. ↑  About us Giusto Faravelli S.p.A.. Website Giusto Faravelli S.p.A., abgerufen am 4. Mai 2020.
2. ↑  Dun & Bradstreet, Inc. Company Profile. Website Dun & Bradstreet, abgerufen am 4. Mai 2020.
3. ↑  Seite 27, ICIS 2019 Special Report Top 100 Chemical Distributors ICIS Top 100 Chemical Distributors Ranking – 2019, abgerufen am 4. Mai 2020.
4. ↑  Faravelli Gruppe. Website Faravelli Gruppe, abgerufen am 4. Mai 2020.
5. 1 2 3 4 5  Geschichte Giusto Faravelli S.p.A. Website Giusto Faravelli S.p.A., abgerufen am 4. Mai 2020
6. ↑  Abteilung Food. Website Faravelli GmbH, abgerufen am 4. Mai 2020.
7. ↑  Abteilung Feed. Website Faravelli GmbH, abgerufen am 4. Mai 2020.
8. ↑  Abteilung Nutrition. Website Faravelli GmbH, abgerufen am 4. Mai 2020.
9. ↑  Abteilung Pharma & Kosmetik. Website Faravelli GmbH, abgerufen am 4. Mai 2020.
10. ↑  Abteilung Industrie. Website Faravelli GmbH, abgerufen am 4. Mai 2020.
11. ↑  Abteilung Forschung & Entwicklung. Website Faravelli GmbH, abgerufen am 4. Mai 2020.
12. ↑  Abteilung Forschung & Entwicklung. Website Giusto Faravelli S.p.A., abgerufen am 4. Mai 2020.